# Ikva
Die Ikva (deutsch Ikwa, Spitalbach, veraltet auch Eicha) ist ein rund 60 km langer Fluss vorwiegend im westungarischen Komitat Győr-Moson-Sopron.
Im Oberlauf durchfließt die Ikva die Stadt Sopron (Ödenburg); am Unterlauf liegt die Kleinstadt Fertőszentmiklós (Sankt Niklaus am Neusiedlersee). Die ungarische Bezeichnung Ikva (vermutlich eine Abwandlung von Eicha) trägt der Fluss erst ab Erreichen des Stadtgebietes von Sopron; die deutsche Bezeichnung im Raum Sopron lautet Spitalbach. Ihr Ursprung liegt auf österreichischem Gebiet, im Rohrbacher Wald. Im obersten Flussabschnitt trägt das Gewässer zunächst die Bezeichnung Aubach; dieses verlässt als Zeiselbach bei Schattendorf das österreichische Staatsgebiet.
Die Ikva mündet östlich von Pamhagen in den Einser-Kanal, der über die Rabnitz zur Donau entwässert. Bis zur Errichtung des Kanals im Jahr 1895 entwässerte der Fluss in den Hanság (Waasen), ein einst weit ausgedehntes Moorgebiet südöstlich des Neusiedler Sees. Ihre größten Zuflüsse sind der Goldbach (Arany patak), der bei Nagycenk zufließt, sowie der Kardos-ér (Nikitscher Bach im Oberlauf). Der Unterlauf des Flusses ist stark reguliert (Ikvacsatorna = Ikvakanal). Die Landschaft um den mittleren Flussabschnitt trägt im Deutschen die Bezeichnung Eichaboden (ung. Ikva-sík). An der Ikva liegt auch Kópháza (kr. Koljnof / dt. Kohlnhof), die größte der insgesamt 14 Siedlungen in Ungarn, die von Burgenlandkroaten bewohnt werden. Die Ikva hat im Zuge von Regulierungsarbeiten im Jahr 1879 bei Petőháza ein besonderes Fundstück „freigegeben“: den sogenannten Cundpald-Kelch, einen Messkelch aus dem vermutlich späten 8. Jahrhundert.